# Большой парк (Тирана)
Большой парк, другие наименования — Тиранский парк на искусственном озере, Парк святого Прокопия (алб. Parku i Madh, Parku i liqenit artificial të Tiranës, Parku i Shën Prokopit) — парк, находящийся в южной части города Тирана, Албания. Популярное место отдыха жителей Тираны и место проведения различных культурных мероприятий. Южная часть парка ограничена Бульваром национальных мучеников, главным зданием Тиранского университета и площадью Скандербега. На территории парка находятся искусственное озеро, православная церковь святого Прокопия, Президентский дворец и различные памятники, посвящённые историческим события албанской истории и албанским общественным деятелям. В южной части парка находится Тиранский зоопарк и Ботанический сад.

## История
Парк был построен между 1955 и 1956 годами в зелёной зоне Тираны. Площадь парка составляет 230 гектаров.
На территории парка находился мемориал Содии Топтании, которая была матерью короля Албании Ахмета Зогу. Этот мемориал был разрушен в 50-е годы XX столетия во время коммунистической диктатуры.
В центре парка находятся мемориал 25 британским военнослужащим, погибшим во время Второй мировой войны. В парке располагаются мемориалы, в которых захоронены албанские общественные деятели Абдюль Фрашери, Наим Фрашери и Фаик Коница.
Около парка располагается искусственное озеро, которое было построено в 1950 году после сооружения плотины длиной 400 метров. Это озеро используется местным населением для рыбалки и пляжного отдыха.